# 新南陽郵便局
新南陽郵便局（しんなんようゆうびんきょく）は、山口県周南市にある郵便局。民営化前の分類では集配普通郵便局であった（現在は集配機能を廃止）。

## 概要
住所：〒746-0034 山口県周南市富田1-2-23

## 沿革
- 1902年（明治35年）2月1日 - 富田（とんだ）郵便受取所として開設[1]。
- 1905年（明治38年）4月1日 - 富田郵便局（三等）になる。
- 1958年（昭和33年）3月21日 - 電話交換事務、電報配達事務および国際欧文・国際電報受付事務を徳山電報電話局南陽分室に移管[2]
- 1963年（昭和38年）7月1日 - 南陽郵便局に改称。同月11日、特定郵便局から普通郵便局に局種別変更するとともに、福川郵便局[3]より集配業務を移管[4]。
- 1970年（昭和45年）11月1日 - 新南陽市の発足に伴い、新南陽郵便局に改称。
- 1999年（平成11年） - 外国通貨の両替および旅行小切手の売買に関する業務取扱を開始。
- 2006年（平成18年）9月11日 - 高瀬郵便局（〒746-0199→〒746-0103）、戸田郵便局（〒745-1199→〒745-1131）から集配業務を移管[5]。
- 2007年（平成19年）10月1日 - 民営化に伴い、併設された郵便事業新南陽支店に一部業務を移管。
- 2012年（平成24年）10月1日 - 日本郵便株式会社発足に伴い、郵便事業新南陽支店を新南陽郵便局に統合。
- 2018年（平成30年）2月12日 - 集配業務を徳山郵便局に統合[6]。同時にゆうゆう窓口も廃止。

## 取扱内容
- 郵便、印紙、ゆうパック、内容証明
- 貯金、為替、振替、振込、国債、投資信託
- 生命保険、バイク自賠責保険、自動車保険
- ゆうちょ銀行ATM

以下は2018年2月11日をもって廃止された取扱内容
- 周南市内の一部地域（旧新南陽市域全域と旧徳山市夜市（やじ）、戸田、湯野、下上、上村、四熊、小畑地域：〒746-00xx、746-85xx、746-86xx、746-87xx、746-01xx、745-11xx）の集配業務

## 周辺
- 国道2号
- 周南市役所新南陽総合支所
- 山口県立南陽工業高等学校

## アクセス
- JR山陽本線 福川駅から徒歩約16分
- 防長バス 新南陽総合支所前停留所下車
- 山陽自動車道 徳山西ICから東へ約6.5km
- 駐車場あり：10台